# 祈禱 ～眼淚的痕跡/End of the day/pieces
《祈禱 ～眼淚的痕跡/End of the day/pieces》，是日本樂團Mr.Children的第34張單曲，於2012年4月18日發行。

## 簡介
本作是Mr.Children首張三A面單曲。距離上一張CD單曲《HANABI》約3年零7個月，距離上張單曲《數數歌》約一年之後發行。
《祈禱 ～眼淚的痕跡》和《pieces》分別被用作生田斗真和吉高由里子主演的愛情電影《我們的存在》前篇和後篇的主題曲。
《祈禱 ～眼淚的痕跡》於2012年4月6月播映的《MUSIC STATION 3小時特別版》（ミュージックステーション3時間スペシャル）首次於電視上披露。

這距離Mr.Children上次在電視上，於2008年12月31日《第59回NHK紅白歌合戰》的演出已有3年4個月。
發售前的3月17日開始，《祈禱 ～眼淚的痕跡》的完整電話鈴聲於網上公開，在RIAJ付費音樂下載榜（RIAJ有料音楽配信チャート）上連續4周獲得第一位，繼2年10個月前的GReeeeN再次達成此紀錄。
發售首周以17.4萬張的銷量登上4月30日的Oricon公信榜周榜首位，成為由第5張單曲《innocent world》起連續第30張單初次登場獲得首位；達到此紀錄的藝人只有B'z（46張）和KinKi Kids（32張）。跟單曲同日開始發售《Mr.Children STADIUM TOUR 2011 SENSE -in the field-》的DVD和藍光光碟（BD）分別以5.4萬張和4.1萬張的銷量分別登上DVD總合排行榜和BD總合排行榜的首位，為Oricon榜首次有人能同時於三個排行榜取得首位。

## 收錄曲目
1. 祈禱 ～眼淚的痕跡（祈り ～涙の軌道）
電影《我們的存在》前篇主題曲
2. End of the day
3. pieces
電影《我們的存在》後篇主題曲

- 全部歌曲：作詞、作曲：桜井和寿，編曲：小林武史 & Mr.Children

## 外部連結
- 唱片介紹 （页面存档备份，存于） Mr.Children官方網站